# Clemens Schmid
Clemens Schmid (ur. 18 sierpnia 1990 roku w Innsbrucku) – austriacki kierowca wyścigowy.

## Kariera
Schmid rozpoczął karierę w wyścigach samochodowych w 2010 roku w ADAC GT Masters, gdzie nie był jednak klasyfikowany. W późniejszych latach starował głównie w seriach Porsche. W latach 2010–2012 pnął się w górę w klasyfikacji generalnej Niemieckiego Pucharu Porsche Carrera. Rozpoczynał dwukrotnie od 18 lokaty, na 13 pozycji w sezonie 2012 kończąc. W Porsche Supercup, w którym startuje od sezonu 2011 dopiero w sezonie 2013 był klasyfikowany – w latach 2011–2012 były to starty gościnne. W 2013 roku zajął siedemnastą pozycję w klasyfikacji generalnej, zaś w 2014 zaliczył swoje pierwsze zwycięstwo w tej serii, zajmując 10. lokatę.

## Statystyki
| Sezon     | Seria                                           | Zespół                           | Wyścigi | Zwycięstwa | PP | NO | Podium | Punkty | Pozycja |
| --------- | ----------------------------------------------- | -------------------------------- | ------- | ---------- | -- | -- | ------ | ------ | ------- |
| 2010      | ADAC GT Masters                                 | Seyffarth Motorsport             | 2       | 0          | 0  | 0  | 0      | 0      | NS      |
| 2010      | Niemiecki Puchar Porsche Carrera                | Seyffarth Motorsport             | 9       | 0          | 0  | 0  | 0      | 23     | 18      |
| 2011      | Niemiecki Puchar Porsche Carrera                | Herberth Motorsport              | 9       | 0          | 0  | 0  | 0      | 19     | 18      |
| 2011      | Światowy Puchar Porsche Carrera                 | Herberth Motorsport              | 1       | 0          | 0  | 0  | 0      | N/A    | 21      |
| 2011      | Porsche Supercup                                | Veltins Lechner Racing Team      | 1       | 0          | 0  | 0  | 0      | 0      | NS†     |
| 2011/2012 | Porsche GT3 Cup Challenge Middle East           |                                  | 9       | 6          | 8  |    | 8      | 166    | 3       |
| 2012      | Niemiecki Puchar Porsche Carrera                | SWITCH IT Lechner Racing         | 17      | 0          | 0  | 0  | 0      | 68     | 13      |
| 2012      | Porsche Supercup                                | SWITCH IT Lechner Racing         | 1       | 0          | 0  | 0  | 0      | 0      | NS†     |
| 2012/2013 | Porsche GT3 Cup Challenge Middle East           | Al Nabooda Racing                | 12      | 9          | 9  | 8  | 11     | 276    | 1       |
| 2013      | Porsche Supercup                                | Lechner Racing Academy           | 9       | 0          | 0  | 0  | 0      | 24     | 17      |
| 2013/2014 | Porsche GT3 Cup Challenge Middle East – 2013-14 | Al Nabooda Racing                | 11      | 7          | 6  | 7  | 10     | 244    | 2       |
| 2014      | Porsche Supercup                                | Lechner Racing Team              | 10      | 1          | 1  | 0  | 1      | 69     | 10      |
| 2014      | Niemiecki Puchar Porsche Carrera                | Walter Lechner Racing Academy ME | 18      | 0          | 1  | 0  | 1      | 93     | 11      |

† – Schmid nie był zaliczany do klasyfikacji.